# The Girl Who Feared Daylight
The Girl Who Feared Daylight è un cortometraggio muto del 1916 diretto da Lucius Henderson. Il film, prodotto dalla Victor Film Company e distribuito dall'Universal Film Manufacturing Company, uscì nelle sale il 3 maggio 1916, interpretato da Mary Fuller in un doppio ruolo.

## Produzione
Il film fu prodotto dalla Victor Film Company

## Distribuzione
Distribuito dall'Universal Film Manufacturing Company, il film - un cortometraggio di due bobine - uscì nelle sale cinematografiche statunitensi il 3 maggio 1916.